# Jason und die Argonauten
Jason und die Argonauten (Originaltitel: Jason and the Argonauts) ist ein Kinofilm aus dem Jahr 1963. Der Abenteuerfilm entstand unter der Regie von Don Chaffey. In den Hauptrollen sind Todd Armstrong, Nancy Kovack, Gary Raymond und Laurence Naismith zu sehen. Die visuellen Effekte stammen von Ray Harryhausen.

## Handlung
Pelias missinterpretiert eine Prophezeiung des Zeus und bemächtigt sich des Throns Thessaliens, indem er König Aristo und zahlreiche Mitglieder dessen Familie tötet. Damit zieht er den Zorn Hermes’ und Heras auf sich, die von nun an seinen Neffen Jason beschützen.
Jason, aufgestachelt von Pelias, macht sich auf die Suche nach dem Goldenen Vlies, um seine Herrschaft über Iolkos zu sichern. Pelias hofft, dass Jason die Reise nicht überlebt. Der Reise Jasons haben sich viele Helden angeschlossen, die nach Jasons Schiff, Argo, Argonauten genannt werden.
Auf einer Insel müssen die Argonauten gegen einen Bronzetitanen (Talos) bestehen. Der von den Göttern geblendete König Phineas berät die Argonauten in Phrygien, wo ihnen auch die Gefangennahme von zwei Harpyien gelingt. Bei der Durchquerung der Meerenge zum Schwarzen Meer entkommen sie nur knapp einem Felssturz durch ein glückbringendes Amulett von Phineas. In Kolchis besiegt Jason die Hydra und muss mit den aus ihren Zähnen entstandenen Skelettkriegern kämpfen, wobei es ihm gelingt zu fliehen.
Jason verliert mehrere Gefährten und schafft mit Medea und den überlebenden Argonauten die Heimreise nach Thessalien. Auf dem Olymp teilt Zeus Hera mit, dass er Jason bald wieder zu neuen Taten berufen wird.

## Produktion
Als Grundlage diente die Argonautensage der griechischen Mythologie. Die Spezialeffekte wurden von Ray Harryhausen produziert – allein vier Monate dauerten die Arbeiten an der berühmt gewordenen Szene mit lebenden Skeletten. Im Film dauert die Sequenz lediglich drei Minuten.
Jason und die Argonauten hatte am 19. Juni 1963 seine Premiere. In der Bundesrepublik Deutschland kam der Film am 20. Dezember 1963 in die Kinos. Am 12. August 1999 erschien das Werk auf DVD.

## Synchronisation
Die deutsche Synchronfassung entstand bei der Arena Filmproduktion GmbH, München. Ursula Zell schrieb das Dialogbuch und führte Regie. Im englischen Original wurden Todd Armstrong und Nancy Kovack von anderen Schauspielern nachsynchronisiert.
| Rolle        | Darsteller                             | Synchronsprecher                |
| ------------ | -------------------------------------- | ------------------------------- |
| Jason        | Todd Armstrong im Original: Tim Turner | Klaus Kindler                   |
| Medea        | Nancy Kovack im Original: Eva Haddon   | Ingrid Capelle                  |
| Akastos      | Gary Raymond                           | Eberhard Mondry                 |
| Argos        | Laurence Naismith                      | Walter Ofiera                   |
| Zeus         | Niall MacGinnis                        | Herbert Weicker                 |
| Hermes       | Michael Gwynn                          | Walter Holten (auf Erden)       |
| Hermes       | Michael Gwynn                          | Richard Naegele (auf dem Olymp) |
| Pelias       | Douglas Wilmer                         | Helmo Kindermann                |
| König Aietes | Jack Gwillim                           | Paul Bürks                      |
| Hera         | Honor Blackman                         | Eva Maria Meinecke              |
| Hylas        | John Cairney                           | Thomas Braut                    |
| Phineas      | Patrick Troughton                      | Anton Reimer                    |
| Phalerus     | Andrew Faulds                          | Norbert Gastell                 |
| Herakles     | Nigel Green                            | Gernot Duda                     |

## Abweichungen von der Mythologie (Auswahl)
- In der Mythologie wird Talos nicht von Jason, sondern von Medea besiegt.
- In der Mythologie bewachte Talos Kreta und die Königin Europa, nicht eine Bronzeinsel.
- Die Harpyien wurden nicht gefangen genommen, sondern fortgejagt.
- In der Mythologie überleben Castor und Phalerus.
- Das goldene Flies bewacht Argus. Die Hydra gehört zur Herakles-Sage.

## Kritiken
- „Sehr gut gemachte Unterhaltung mit vielen Schauwerten. Die Geschichte ist kurzweilig: Sie hält ein recht hohes Tempo und bemüht sich, die Personen glaubwürdig darzustellen […] Dazu kommen viele der klassischen Sage entlehnte und originelle Details, die auch heute noch erfrischend anders wirken […]“ – Peplumania.com[5]

- „Todd Armstrong: Jason begeistert nicht gerade, das Vlies sieht aus wie ein glitzernder Kaminvorleger und der Olymp wie ein Flughafengebäude komplett mit Wasserfernseher und gelangweiltem und zänkischem Personal. Trotz allem erhöhen solche Mängel aber eher noch den Spaß an einem Film, der eher in der Tradition von Méliès und Flash Gordon denn der von Langs „Die Nibelungen“ steht.“ – „The Monthly Film Bulletin“

- „‚Jason and the Argonauts‘ […] visualisierte den phantastischen Gehalt der Sagen wie kein zweiter und bleibt bis heute der definitive Film zu diesem Thema. […] Wie so viele Harryhausen-Filme leidet auch „Jason and the Argonauts“ an einer faden Regie, schwachen Natriumlicht-Mattes und blassen Schauspielern […]. Das größte Plus freilich waren die Animationseffekte. „Jason and the Argonauts“ besticht vor allem durch Harryhausens Stop-Motion-Arbeit, die beste seiner gesamten Karriere; wie Disney sollte er nach diesem Meisterstück in formelhaften Selbstzitaten versinken.“ – Norbert Stresau[6]

- „Jasons Suche nach dem Goldenen Vlies setzt ein von phantastischen Begebenheiten bestimmtes Abenteuer in Gang, wobei sich die Verwandtschaft mit der griechischen Mythologie auf Äußerlichkeiten beschränkt. Seine Hauptattraktion erhält der Film durch die wundervollen Tricks des Spezialisten Ray Harryhausen.“ – „Lexikon des internationalen Films“[2]

## Rezeption und Auszeichnungen
Das Empire Magazin bewertete 2004 Talos als das zweitbeste Filmmonster aller Zeiten, hinter King Kong.
Der Film wurde 2008 für die AFI's Top 10 Fantasy Film List nominiert.
Auf der Filmkritikseite Rotten Tomatoes wurden für den Film 46 Kritiken ausgewertet, von denen 89 % als positiv angesehen wurden.
Inspiriert von dem Film "Jason und die Argonauten", komponierte die True-Metal-Band Neck Cemetery den Song Stormbound, der im April 2025 mit einem Lyric-Musikvideo veröffentlicht wurde.

## DVD-Veröffentlichung
- Jason und die Argonauten. Sony Pictures Home Entertainment 2002.

## Soundtrack
- Bernard Herrmann: Jason and the Argonauts. The Complete Motion Picture Soundtrack. The Excalibur Collection. Intrada, Oakland 1999, Tonträger-Nr. MAF 7083 – 20-Bit-Digital-Neueinspielung der kompletten Filmmusik (Weltpremiere) durch die Sinfonia of London unter der Leitung von Bruce Broughton.
- Bernard Herrmann: Jason and the Argonauts. Symphonic Suite From the Original Motion Picture Score, auf: Bernard Herrmann: Classic Fantasy Film Scores. Cloud Nine Records, London 1988, Tonträger-Nr. ACN 7014 – Einspielung einer Suite der Filmmusik unter der Leitung des Komponisten.
- Bernard Herrmann: Jason and the Argonauts. Prelude · Talos · Talos’ Death · Triton. In: Bernard Herrmann: Music from Great Film Classics. Decca, London 1996, Tonträger-Nr. 448 948-2 – phase-4-stereo-Neuaufnahme von Auszügen aus der Filmmusik durch das London Philharmonic Orchestra und das National Philharmonic Orchestra unter der Leitung des Komponisten.